# Euphorbia avasmontana
Euphorbia avasmontana är en törelväxtart som beskrevs av Moritz Kurt Dinter. Euphorbia avasmontana ingår i släktet törlar, och familjen törelväxter. Inga underarter finns listade i Catalogue of Life.

## Bildgalleri

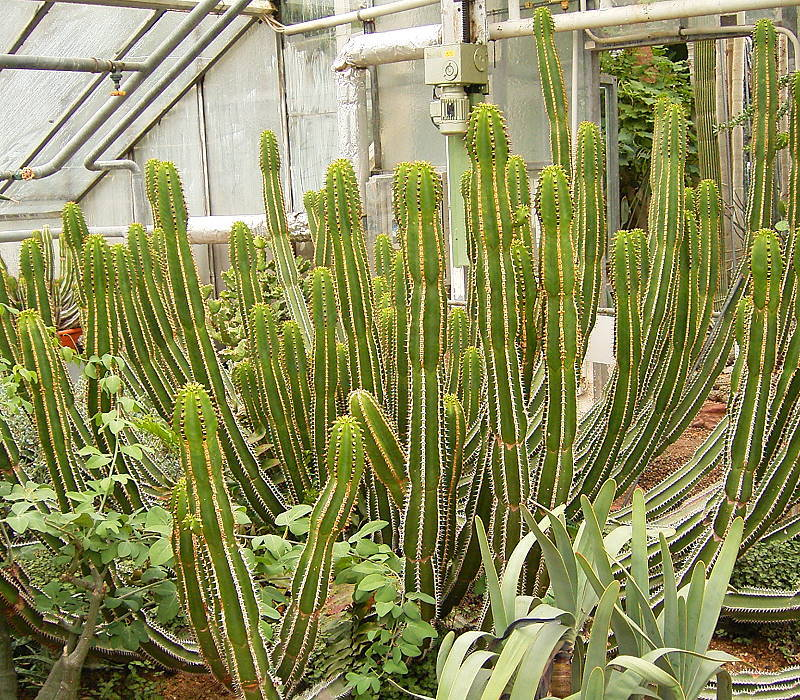
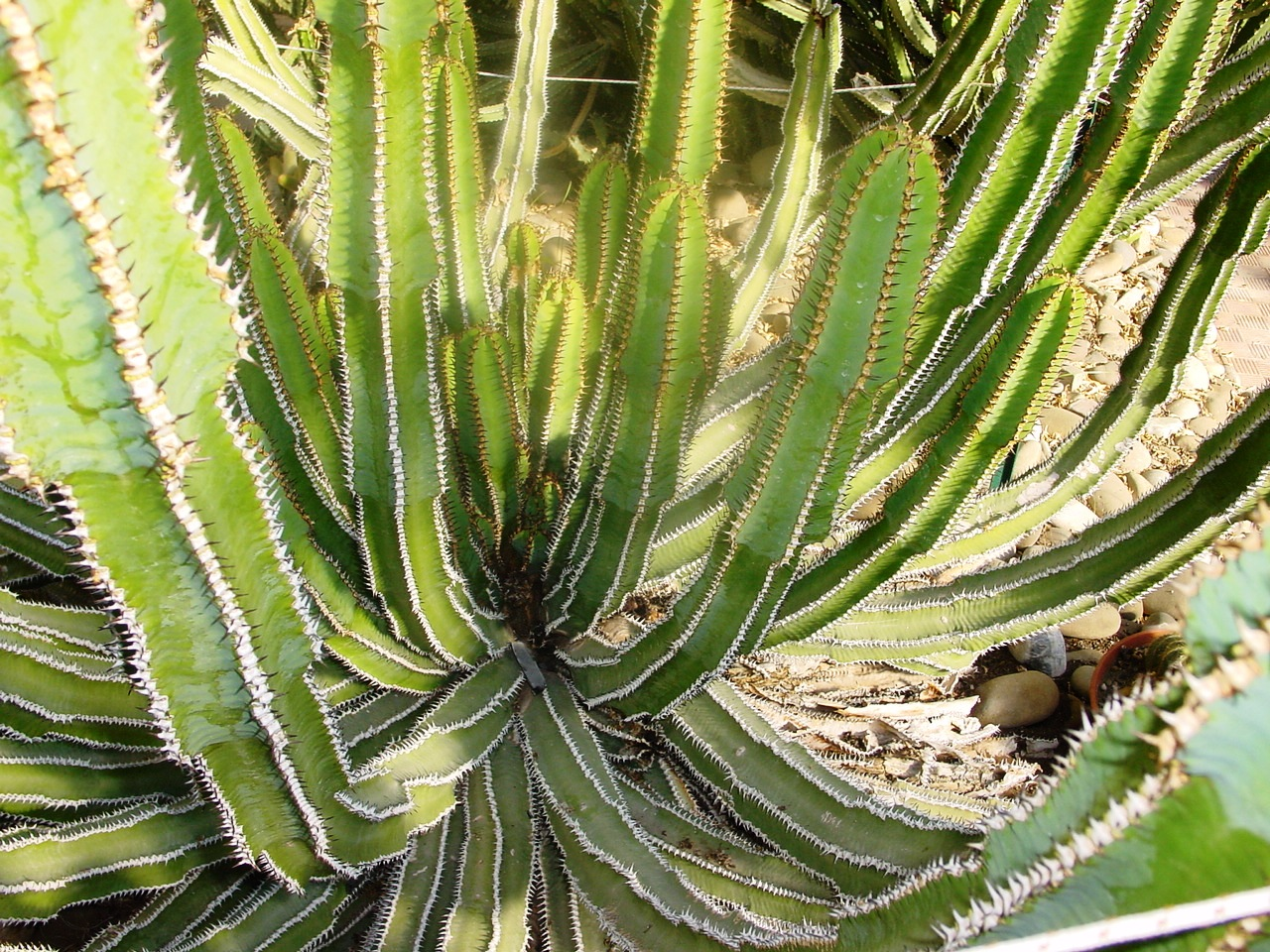
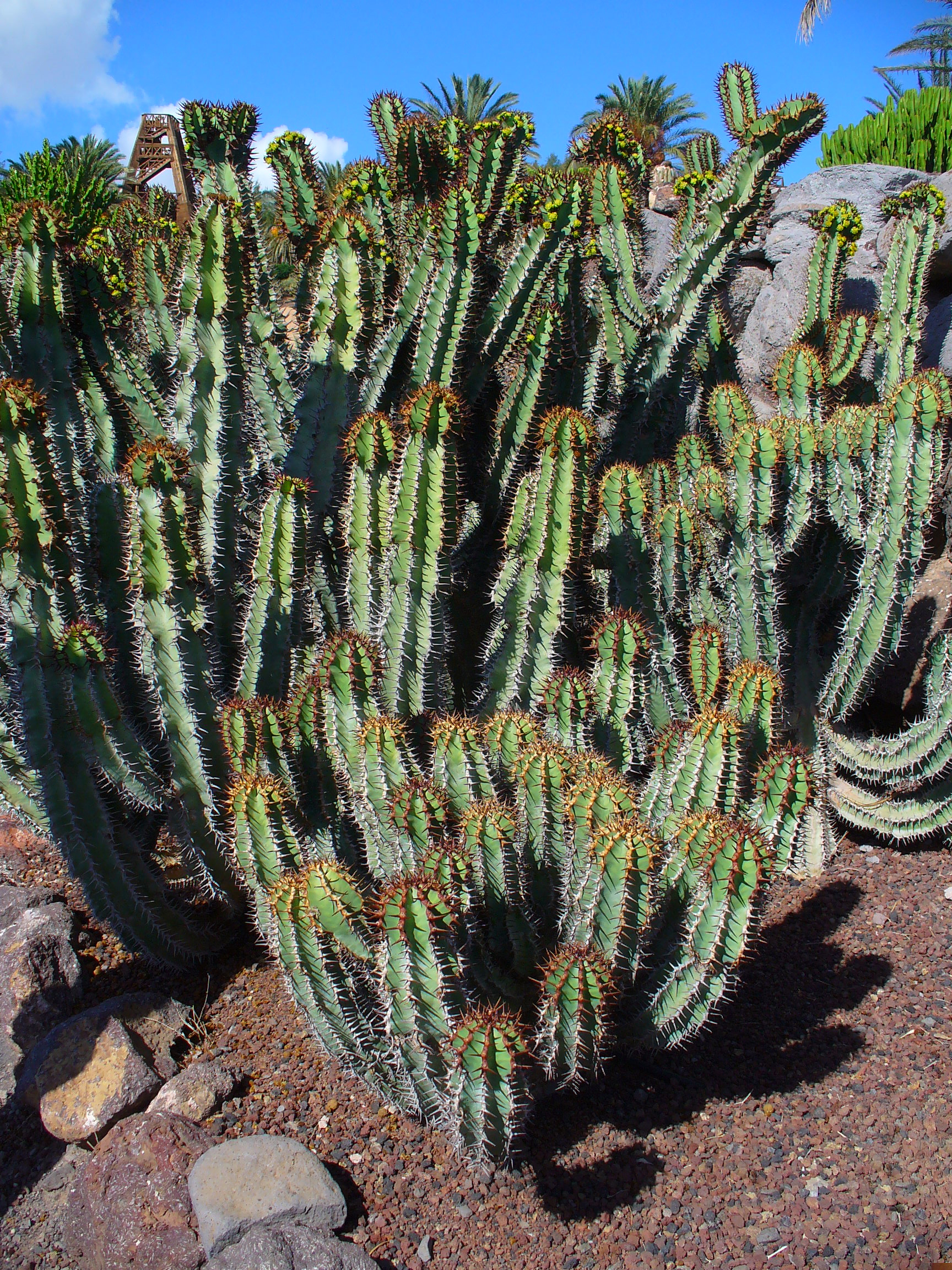
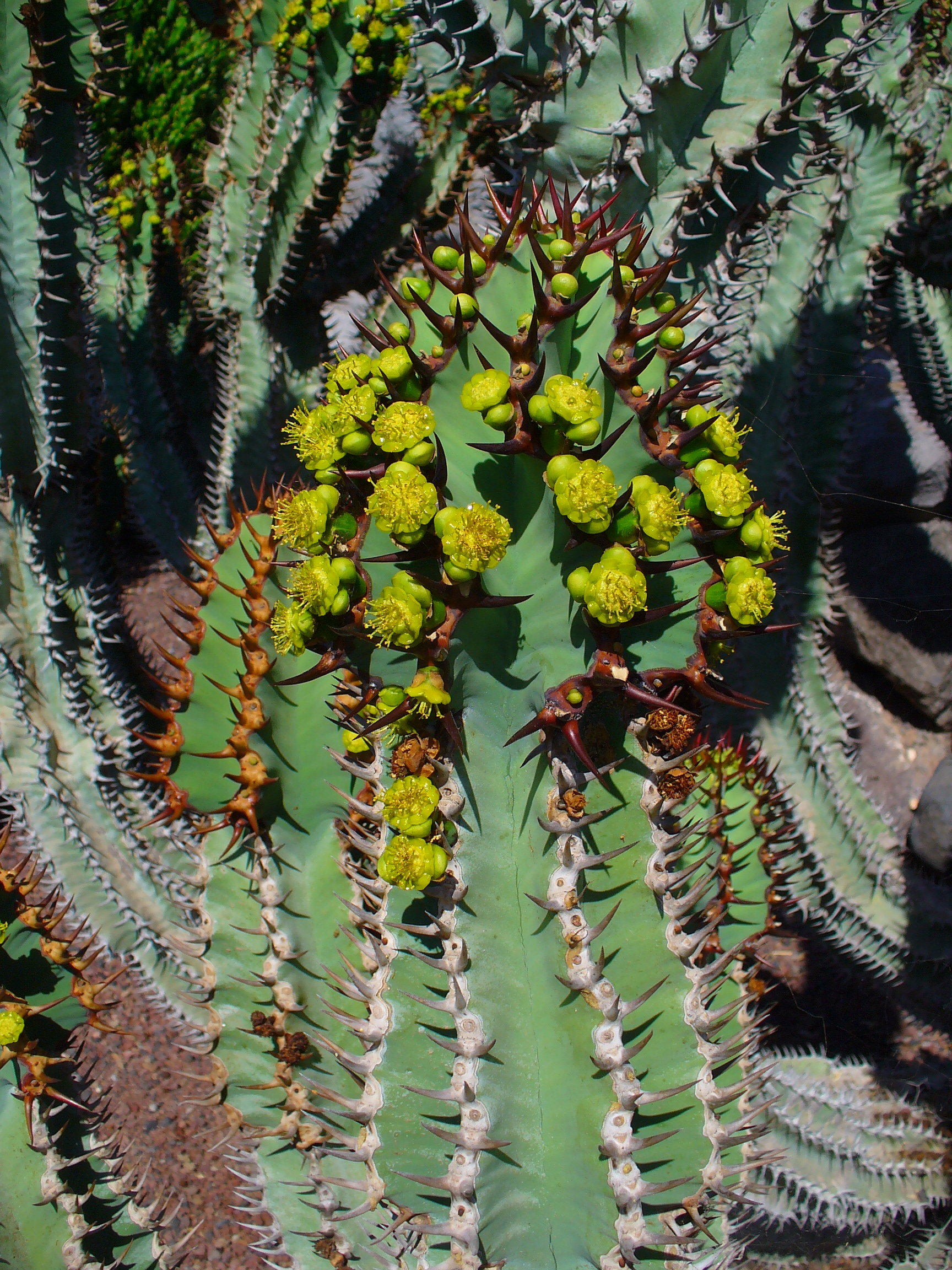
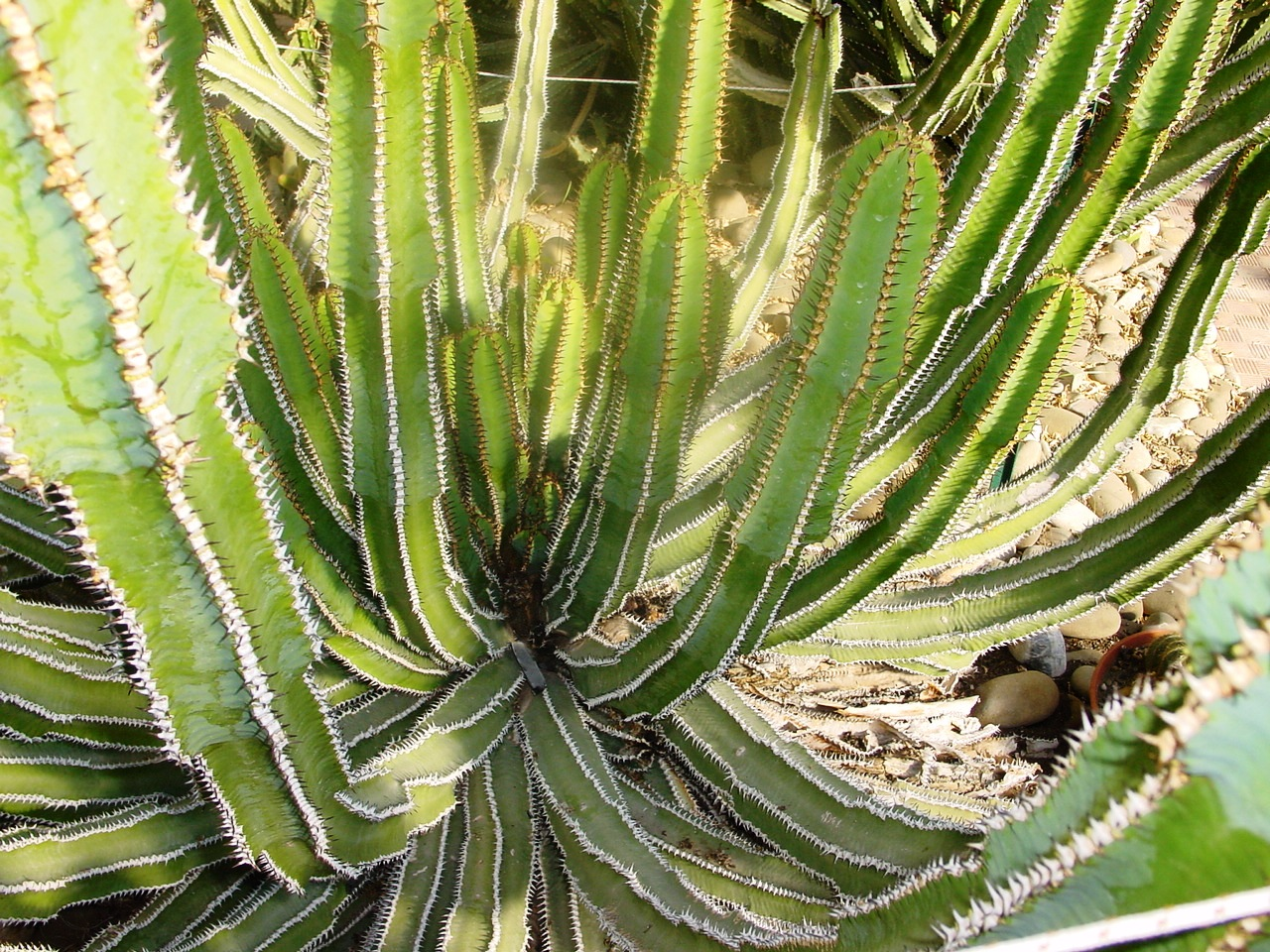
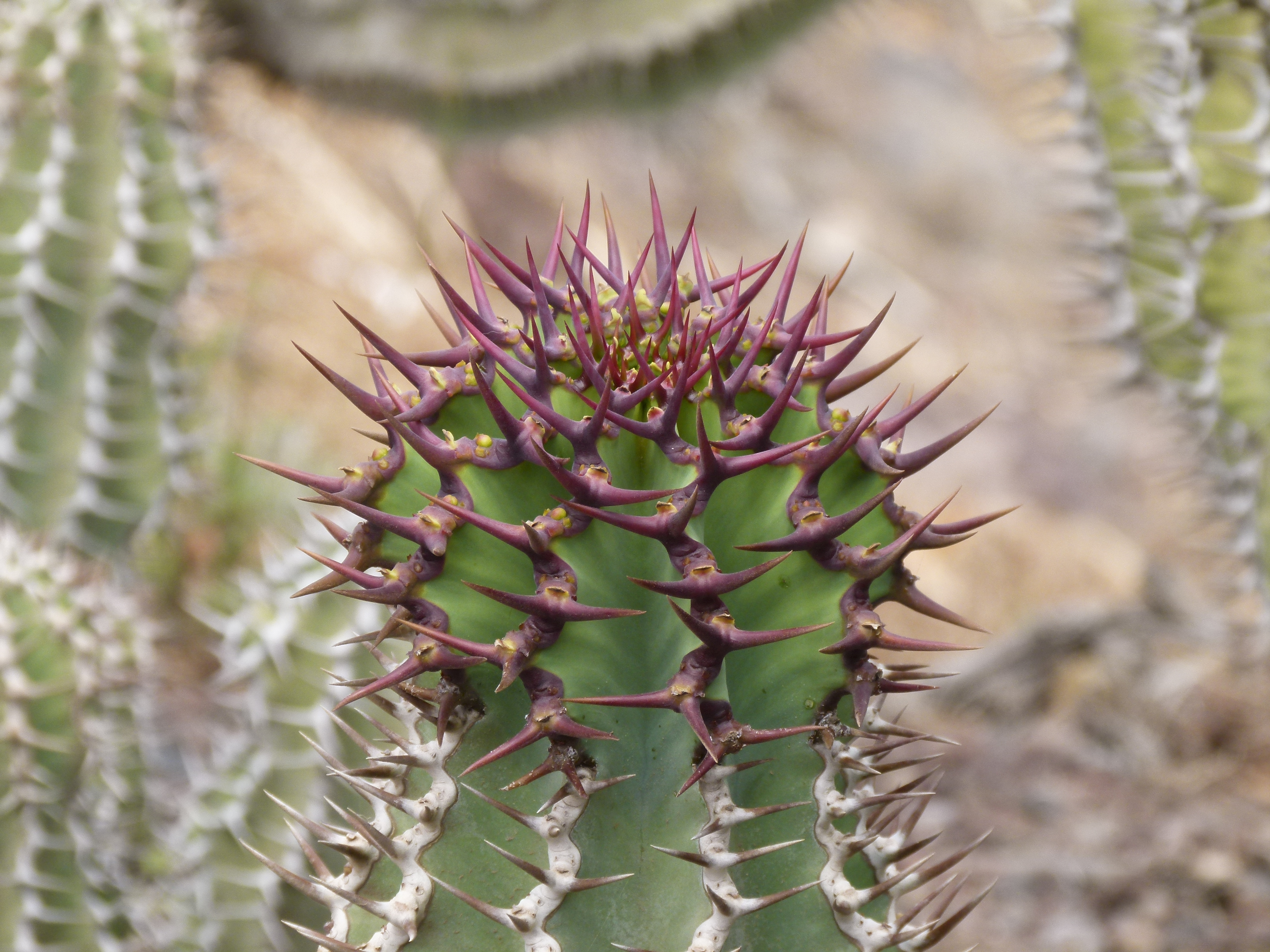